# Ficus litseifolia
Ficus litseifolia är en mullbärsväxtart som beskrevs av Edred John Henry Corner. Ficus litseifolia ingår i släktet fikonsläktet, och familjen mullbärsväxter. Inga underarter finns listade i Catalogue of Life.